# トゥルク・ビントゥニ県
トゥルク・ビントゥニ県（トゥルク・ビントゥニけん、インドネシア語: Kabupaten Teluk Bintuni）はインドネシア西パプア州の県。トゥルクは湾を意味しており、ビントゥニ湾県とも訳される。ドベライ半島の付け根の西側に位置しており、ビントゥニ湾を囲むような形になっている。
県庁所在地はビントゥニ。